# Intro (utwór Iry)
Intro – utwór zespołu Ira rozpoczynający ich siódmy studyjny album zatytułowany Ogień. Trwa 1 minutę i 5 sekund i jest najkrótszym utworem znajdującym się na płycie. W utworze słyszymy grę na gitarze akustycznej gitarzysty Sebastiana Piekarka, który gra także na elektrycznym sitarze Utwór nie posiada wokalu.

## Twórcy
Ira
- Sebastian Piekarek – gitara akustyczna, electric sitar

Muzycy sesyjni
- Łukasz Moskal – instrumenty perkusyjne
- Marcin Trojanowicz – instrumenty klawiszowe, programowanie

Produkcja
- Nagrań dokonano: sierpień 2003 – luty 2004 w Studio K&K w Radomiu
- Produkcja: Mariusz Musialski ("El mariachi Management")
- Produkcja muzyczna: Sebastian Piekarek, Marcin Trojanowicz
- Realizacja nagrań: Marcin Trojanowicz
- Mix: Marcin Trojanowicz
- Mastering: Grzegorz Piwkowski
- Aranżacje: Mariusz Musialski, Wojciech Byrski, Piotr Sujka, Wojciech Owczarek, Sebastian Piekarek
- Teksty piosenek: Wojciech Byrski, Mariusz Musialski, Piotr Sujka
- Projekt oraz pomysł okładki, multimedia: Twister.pl
- Zdjęcia: Rafał Masłow
- Wytwórnia: BMG Poland